# Tandem Verlag
Die Tandem Verlag GmbH war ein Verlag, der 1994 von Herbert Ullmann gegründet wurde und auf den Vertrieb von niedrigpreisigen Frequenzartikeln für Industrie- und Filialunternehmen spezialisiert war. Gewachsen ist das Unternehmen durch den Verkauf von Computerbüchern, Software, Nachhilfebücher und PC-Markenspielen die in großen Mengen als Aktionsware bei Discountern angeboten wurde. Im Aktionsgeschäft mit CD-Rom-Artikeln war der Verlag einst Marktführer. Im Jahr 2003 übernahm Tandem die insolvente Könemann Verlagsgesellschaft, die mit 220 Millionen DM Jahresumsatz zu den zehn größten Buchverlagen Deutschlands zählte, und stieg damit in die Spitzengruppe der großen deutschen Verlagsunternehmen auf. Der Könemann Verlag war auf aufwendig produzierte Bildbände spezialisiert und wurde seit 2007 unter dem Namen h.f. ullmann fortgeführt. Anfang 2010 zog die Unternehmensgruppe im Rahmen einer Förderung von Königswinter nach Potsdam und 51 der 78 Beschäftigten entschieden sich für den Umzug. Ende 2010 wurden von der Umweltorganisation Robin Wood Fasern von Mangrovenholz in Sachbüchern des Verlages bei Aldi Nord gefunden. Seitdem verwenden der Verlag und Aldi ausschließlich nur noch FSC-zertifiziertes Papier. Mitte 2015 zog sich Herbert Ullmann aus dem operativen Geschäft der Unternehmensgruppe zurück.
Seit Februar 2016 ist der Verlag inaktiv; Mitte 2018 zog die Verlagsgruppe aus wirtschaftlichen Gründen wieder zurück in das Rheinland. Anfang 2020 meldete der Tandem Verlag aufgrund eines laufenden Prozesses mit einem spanischen Verlag Insolvenz an.  Das Geschäft mit dem Massenmarkt wird seitdem unter der Firma Ullmann Medien fortgeführt.

## h.f. ullmann
Der Verlag wurde bis Ende 2011 als ein Imprint des Tandem Verlages geführt und danach eigenständig. Der Verlag wurde danach von Herbert Ullmann geleitet. Der Verlag veröffentlicht seit 2007 illustrierte Sachbücher zu den Themen Wissen, Natur und Umwelt, Genuss, Lifestyle, Architektur, Kunst und Fotografie. Die Werke wurden in bis zu 15 Sprachen übersetzt und in rund 60 Länder weltweit verkauft. Der Weltbestseller 1000 Places to see before you die von Patricia Schultz erschien im April 2006 in der deutschsprachigen Übersetzung bei h.f.ullmann. Mit 750.000 verkauften Exemplaren führte das Buch mehrfach die Jahresstatistiken der Reisebücher an. 2008 erhielt h.f. ullmann eine doppelte Auszeichnung beim Gourmand World Cookbook Award. Untergebracht war h.f. ullmann in denselben Räumen wie auch der Tandem Verlag in Potsdam, weitere Schwesterverlage sind der Vista Point Verlag und der Dort-Hagenhausen Verlag unter dem Dach der Rheinisch-Brandenburgischen Verlagsbeteiligungsgesellschaft. Anfang 2020 wurde der Verlag liquidiert.